# Kaempferia gigantiphylla
Kaempferia gigantiphylla är en enhjärtbladig växtart som beskrevs av Chayan Picheansoonthon och Koonterm. Kaempferia gigantiphylla ingår i släktet Kaempferia och familjen Zingiberaceae. Inga underarter finns listade i Catalogue of Life.